# WebP
WebP — (англ. WEB Pictures) формат сжатия изображений  как с потерями, так и без потерь, предложенный компанией Google Inc. в 2010 году. Основан на алгоритме сжатия неподвижных изображений (ключевых кадров) из видеокодека VP8. Использует контейнер RIFF.
Для работы с данным форматом существует открытое программное обеспечение, в частности, библиотека libvpx и конвертер webpconv.

## Алгоритм
Сжатие состоит из двух этапов. На первом делается попытка «предсказать» содержимое одних блоков по уже декодированным (три блока над текущим и один блок слева от него), на втором кодируется ошибка предсказания. Блоки отрисовываются в порядке слева направо и сверху вниз.
Режимы предсказания работают с 3 размерами макроблоков:
- 4×4 в канале яркости
- 16×16 в канале яркости
- 8×8 в канале цветности

В VP8 и WebP реализованы режимы предсказания:
- Горизонтальное, H_PRED. Каждый столбец текущего блока есть копия столбца слева от текущего блока.
- Вертикальное, V_PRED. Каждая строка текущего блока есть копия строки над текущим блоком.
- DC предсказание, DC_PRED. Заполняет весь блок одинаковыми значениями, полученными за счет усреднения значений пикселов вышележащей строки и столбца слева от текущего блока.
- Предсказание TrueMotion, TM_PRED. Разработано в On2 Technologies. Кроме строки над блоком и столбца слева от него используется пиксел, расположенный сверху слева от блока. Разница между угловым пикселом и строкой сверху записывается в строки блока, при этом к значениям добавляется значение соответствующего пиксела из столбца. Xij = Столбецi + Рядj - Угл. Пиксел.
- Для блоков 4×4 реализовано 6 дополнительных режимов, сходных с V_PRED и H_PRED, но с диагональными направлениями.

Для сжатия ошибок предсказания и подблоков, которые не были предсказаны, используется дискретное косинусное преобразование DCT (и, изредка, преобразование Уолша—Адамара, WHT). Оба преобразования работают с подблоками размером 4×4 пиксела. Реализация преобразований выполнена на представлении чисел с фиксированной точностью, чтобы уменьшить ошибки округления
. Коэффициенты DCT и WHT пакуются энтропийным кодеком.
WebP не работает в цветовом пространстве RGB, перед кодированием изображение переводится в YUV с глубиной 8 бит и форматом 4:2:0. Перевод осуществляется согласно стандарту ITU-R BT.601.
Для некоторых изображений может использоваться алгоритм upscaling, когда кодируется не само изображение, а его отмасштабированная (уменьшенная) версия. Декодер проводит обратное преобразование (увеличение изображения).

## Поддержка
В настоящее время просмотр изображений в формате WebP поддерживается браузерами Google Chrome (начиная с 9 версии), Opera (начиная с версии 11.10) и Firefox (с версии 65).
Android поддерживает чтение и запись WebP-изображений начиная с версии 4.0.
С помощью специальной JavaScript-библиотеки возможно отображение в браузерах, поддерживающих видео в формате WebM, в частности, в Firefox 4.0 и более новых.
Существует также порт библиотеки libwebp под названием libwebpjs/libwebpas на JavaScript и ActionScript, позволяющий использовать WebP во всех популярных браузерах (поддержка IE6+ осуществляется с помощью дополнительного модуля Adobe Flash).
Просмотрщик изображений IrfanView при условии установки специального плагина также поддерживает WebP и может преобразовывать его в другие графические форматы.
Просмотрщик изображений ACDSee 2022 поддерживает WebP и может преобразовывать его в другие графические форматы .
Просмотрщик изображений FastStone Image Viewer начиная с версии 7.1 (Windows 10/11) также поддерживает WebP-формат[уточнить].
В октябре 2018 поддержка формата была добавлена в Microsoft Edge.
Также в октябре 2018 библиотека libwebp была принята в кодовую базу Firefox.

## Ограничения и недостатки
Как и VP8, поддерживает только формат 8-bit YUV 4:2:0, что, при кодировании с потерей качества, может быть причиной потери цвета на изображениях с 1-пиксельными контрастными переходами, например в пиксельной графике и других видах компьютерной графики. Для преодоления этих ограничений была разработана спецификация WebP Lossless, работающая в цветовом пространстве ARGB.